# Stora Träskholm
Stora Träskholm är en ö nära Själö i Nagu,  Finland. Den ligger i Skärgårdshavet i Pargas stad i den ekonomiska regionen  Åboland i landskapet Egentliga Finland, i den sydvästra delen av landet. Ön ligger omkring 2 kilometer väster om Själö, 6 kilometer norr om Nagu kyrka, 30 kilometer sydväst om Åbo och omkring 170 kilometer väster om Helsingfors. Närmaste allmänna förbindelse är förbindelsebryggan vid Själö som trafikeras av M/S Falkö och M/S Östern.
Öns area är 28,4 hektar och dess största längd är 0,9 kilometer i sydöst-nordvästlig riktning. I omgivningarna runt Stora Träskholm växer i huvudsak barrskog.